# Мавробара
Мавробара (на гръцки: Μαυρόμπαρα) е малко езеро в Егейска Македония, Гърция. Езерото е обявено за природен паметник в 1997 година.

## Местоположение
Езерото е разположено на 200 m надморска височина на три километра над главния път по източното крайбрежие на полуостров Касандра, югозападно от село Полихроно.

## Описание
Езерото е единственото на полуостров Касандра. Макар и малко - 200 - 300 m2, то е от голям екологичен интерес, тъй като в него живеят три редки вида водни костенурки - източната шипоопашата костенурка (Τestudo hermanii boetgeri), европейската блатна костенурка (Emys orbicularis) и южната блатна костенурка (Mauremys rivulata). И трите са застрашени видове и са защитени от Бонската конвенция N.2719 и Директивата на Европейския съюз за опазване на дивата флора и фауна.
Името на езерото, в превод Черна бара, се дължи на черния цвят на водите му. То е популярна туристическа дестинация.